# Elecciones presidenciales de Colombia de 1853
En las elecciones para escoger el presidente de Nueva Granada para el periodo 1853-1857, el Partido Liberal, entonces en el poder con el general José Hilario López, tenía asegurado el triunfo, y su candidato oficial, el General José María Obando no tuvo ninguna dificultad en la elección, siendo su único rival significativo su copartidario Tomás Herrera, apoyado principalmente por un movimiento regionalista panameño. La elección se logró con un pacto de unidad entre los dos sectores del liberalismo: los gólgotas (radicales) y los draconianos (moderados).

## Colegio Electoral
| ' | Candidato a presidente | Partido | Votos |
| - | ---------------------- | ------- | ----- |
|   | José María Obando      | Liberal | 1.548 |
|   | Tomás Herrera          | Liberal | 329   |
|   | Otros                  |         | 131   |